# Delfina Gálvez Bunge

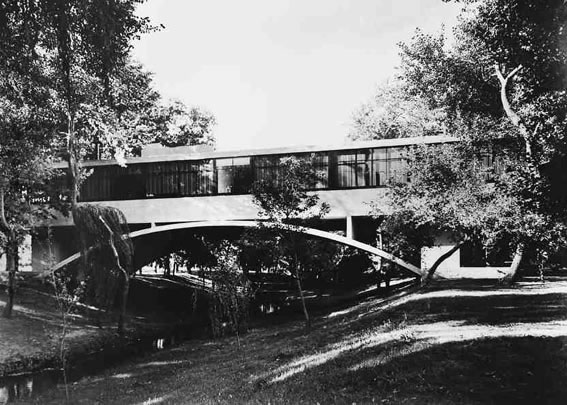

Delfina María Teresa Gálvez Bunge de Williams, (Olivos, 7 de abril de 1913 - Buenos Aires, 17 de diciembre de 2014) fue una arquitecta argentina que fuera presidenta de las Asociación Argentina de Mujeres Hispanistas hasta que cumplió 100 años.

## Primeros años
Delfina Gálvez Bunge de Williams, hija de Delfina Bunge y Manuel Gálvez, fue una mujer que perteneció a ambientes progresistas y cultos del cambio de siglo en Buenos Aires. En 1931, con 18 años, entró en la Escuela de Arquitectura de la Facultad de Ciencias Exactas, Físicas y Naturales de la Universidad de Buenos Aires —actual Facultad de Arquitectura, Diseño y Urbanismo— donde conoció a Amancio Williams, con quien se casó en 1941, y con quien tuvieron 8 hijos.

## Trayectoria
Trabajó asociada a su marido el arquitecto Amancio Williams.
En los primeros años de casados trabajaron juntos. En 1942 ambos realizaron su primer proyecto junto a Jorge Vivanco consistente en departamentos en block para la ciudad de Buenos Aires, que se llamó Viviendas en el espacio. Según Roberto Fernández

Estos proyectos fueron conocidos y elogiados por Le Corbusier -en su (…) ensayo aparecido en la revista L’Homme et l’Architecture de 1947.

El maestro suizo posteriormente encargará a Amancio Williams el desarrollo de la casa Curutchet en La Plata.
Gálvez Bunge negó en diferentes entrevistas la autoría compartida de diversas obras, incluida la Casa del Puente en Mar del Plata, para el compositor Alberto Williams, padre de Amancio. Sin embargo, en la publicación contemporánea de Alberto Sartoris, Encyclopédie de l’architecture nouvelle, aparecen distintos proyectos de autoría compartida: Amancio Williams et Delfina G. de Williams. En este libro además de obras compartidas aparecen obras de autoría individual de Amancio Williams y otras que comparte con César Janello, Colette Boccara de Janello y Jorge Butler. Este reconocimiento de coautorías, que seguramente fue dado por el propio Williams desaparece en la mayoría de los relatos historiográficos sobre él.
La arquitecta Graciela Di Iorio, Directora de la Casa, escribió:

La vivienda estudio, también conocida a nivel local como “La Casa del Puente” fue diseñada y construida en Mar del Plata, Argentina, entre los años 1943 y 1945 por el arquitecto Amancio Williams con la colaboración de la arquitecta Delfina Gálvez de Williams.

Las actividades de colaboración con Amancio Williams que Gálvez Bunge reconoció como propias estuvieron más ligadas a la escritura, especialmente la redacción de las cartas con arquitectos extranjeros, especialmente, en francés. En diferentes entrevistas destaca su voluntad de no querer otorgarse méritos, sin embargo, sí reconoce haber realizado especialmente proyectos de jardines y de interiores.
Ella era quien le escribía, a Amancio, las cartas en francés que este le enviaba a Le Corbusier. Una vez le pidieron a Amancio que escribiera un capítulo en una historia de la arquitectura argentina del siglo XIX y XX y lo redactó ella.

### Obras
Su actividad cultural y profesional se extendió más allá de la arquitectura y siguiendo la estela de su madre, la poetisa Delfina Bunge, escribió al menos dos libros Nosotros tres, una crónica de su infancia con sus hermanos Manuel y Gabriel y Cuentos creíbles.
Escribió algunas críticas para prensa sobre exposiciones de arte. Se destacó también por la traducción al castellano de la Carta de Atenas. Fue presidenta de la Asociación Argentina de Mujeres Hispanistas hasta 2013 y perteneció a la Comisión Directiva del Patronato de la Infancia.